# Покровка (Бузулуцький район)
Покро́вка (рос. Покровка) — село у складі Бузулуцького району Оренбурзької області, Росія.

## Населення
Населення — 147 осіб (2010; 162 у 2002).
Національний склад (станом на 2002 рік):
- росіяни — 90 %